# Black Gives Way to Blue
Black Gives Way to Blue är grungebandet Alice in Chains fjärde fullängdsalbum, utgivet 25 september 2009 i Australien, 28 september i Europa och 29 september i Nordamerika. Albumet är det första med den nya sångaren William DuVall. Producent är Nick Raskulinecz som tidigare har arbetat med bland andra Rush, Foo Fighters och Marilyn Manson. Skivans titelspår gästas av Elton John och handlar om grundaren Layne Staley och hur dennes bortgång påverkade bandet.

## Låtförteckning
1. "All Secrets Known" 4:43
2. "Check My Brain" 3:58
3. "Last of My Kind" 5:53
4. "Your Decision" 4:43
5. "A Looking In View" 7:06
6. "When The Sun Rose Again" 4:00
7. "Acid Bubble" 6:56
8. "Lesson Learned" 4:17
9. "Take Her Out" 4:00
10. "Private Hell" 5:38
11. "Black Gives Way to Blue" 3:04